# Kowale Pańskie
Kowale Pańskie – wieś w Polsce położona w województwie wielkopolskim, w powiecie tureckim, w gminie Kawęczyn. Do 1954 roku siedziba gminy Kowale Pańskie.
Wieś leży w odległości 3 km na północ od Kawęczyna i 6 km na północny zachód od Dobrej, przy drodze krajowej nr 83 do Sieradza. Przez północną część wsi przepływa rzeka Kiełbaska.
W Kowalach Pańskich znajdują się zabytkowy kościół, cmentarz, kaplica pogrzebowa, Zespół Szkół, Ochotnicza Straż Pożarna, Biblioteka Gminna, Przedszkole Gminne oraz boisko parafialne.

## Historia
Kowale Pańskie nazywane były Kowalami Szlacheckimi. Nazwa ta pochodzi od kowali rzemieślników pracujących na folwarku pańskim.
Najstarsze dane historyczne pochodzą z XIII wieku. W okresie carskiej Rosji i do roku 1954 była to siedziba gminy. W latach 1954–1972 siedziba gromadzkiej rady narodowej.
W XIX wieku pisano: Kowale Pańskie, wieś i probostwo, folwark. Pod względem administracji sądowej należały do sądu gminnego okręgu IV w Tokarach.
W skład dóbr ziemskich wchodziły folwarki: Kowale Pańskie, Kaczki Mostowe, Kaczki Średnie, Siedliska, Dziewiątka, Muchów, osada leśna i Młyn Przygoński.
Właścicielami dóbr byli kolejno: Walewscy, Czarneccy, Węsorscy i Robert Scholtz, który powołał do życia fabrykę mąki kościanej oraz młyn parowy.
W XVIII wieku Kowale Pańskie należały do dóbr ziemskich arcybiskupstwa gnieźnieńskiego, do klucza tureckiego województwa i powiatu Sieradz. Przed 1512 rokiem należały do klucza uniejowskiego, województwo Sieradz.
W końcu XIX wieku istniała we wsi fabryczka mąki kostnej oraz młyn parowy. 
W latach 1954–1972 wieś należała i była siedzibą władz gromady Kowale Pańskie. W latach 1975–1998 miejscowość administracyjnie należała do województwa konińskiego.

## Kościół i parafia
Pierwotny kościół wzmiankowany był w XV wieku. Obecny, murowany kościół pw. Siedmiu Boleści NMP zbudowany został w stylu klasycystycznym w latach 1847–1853 z fundacji Antoniego Czarneckiego z Brzóstkowa na miejscu poprzedniej świątyni.
Część detali architektonicznych oraz szczyt zachodniej elewacji z wieżą mają szereg cech neoromańskich. Dwuspadowe dachy oraz na wieży w kształcie stożka kryte są blachą.
Jednonawowe wnętrze z wyposażeniem wykonane jest w stylu późnoklasycystycznym, a ściany dzielone są pilastrami. Ołtarz główny wykonany jest w formie czterokolumnowego frontonu, zwieńczonego belkowaniem z trójkątnym tympanonem. W bocznym ołtarzu znajduje się XVIII-wieczna Pietà. Ponadto godnymi uwagi są: portret trumienny namalowany na blasze z XVII wieku oraz szereg naczyń liturgicznych z przełomu XVII i XVIII wieku.

## Oświata i kultura
- Przedszkole Gminne w Kowalach Pańskich.
- Szkoła Podstawowa i Gimnazjum w Kowalach Pańskich – istniała już w XIX wieku. Była to gminna szkoła, mieszcząca się w budynku wiejskim. W 1933 roku postanowiono wybudować szkołę z prawdziwego zdarzenia jak na owe czasy. Obecnie w skład obwodu szkolnego wchodzą wsie: Kowale Pańskie, Kowale Pańskie-Kolonia, Marianów-Kolonia, Dziewiątka, Ciemień, Siedliska, Nowy Czachulec, Leśnictwo, Młodzianów.
- Biblioteka Publiczna Gminy Kawęczyn z siedzibą w Kowalach Pańskich.